# Фрідріх Пінтер
Фрідріх Пінтер (нім. Friedrich Pinter нар. 22 лютого 1978, Філлах, Австрія) — австрійський біатлоніст,  бронзовий призер чемпіонату світу з біатлону 2005 року, учасник  та призер етапів кубка світу з біатлону.

## Виступи на Олімпійських іграх
| Рік  | Місце проведення | Інд | Спр | Пр | МС | Ест |
| 2006 | Турин            | 26  |     |    |    | 17  |

## Виступи на чемпіонатах світу
| Рік  | Місце проведення     | Інд | Спр | Пр | МС | Ест | ЗМ |
| 2005 | Гохфільцен           |     | 32  | 28 |    | 3   |    |
| 2007 | Антхольц             | 59  | 21  | 28 |    | 6   |    |
| 2008 | Естерсунд            | 31  | 43  | 30 |    | 4   |    |
| 2009 | Пхьончхан            | 50  |     |    |    |     |    |
| 2012 | Рупольдінг           |     |     |    |    |     | 21 |
| 2013 | Нове Место-на-Мораві | 68  |     |    |    |     |    |

## Кар'єра в Кубку світу
- Дебют в кубку світу — 14 березня 2002 року в спринті в Лахті — 66 місце.
- Перше попадання в залікову зону — 18 січня 2003 року в спринті в Рупольдинзі — 20 місце.
- Перший подіум — 12 березня 2005 року в естафеті в Гохфільцені — 3 місце.

## Загальний залік в Кубку світу
- 2002-2003 — 68-е місце (11 очок)
- 2003-2004 — 48-е місце (58 очок)
- 2004-2005 — 55-е місце (43 очки)
- 2005-2006 — 49-е місце (74 очки)
- 2006-2007 — 19-е місце (351 очко)
- 2007—2008 — 16-е місце (365 очок)
- 2008—2009 — 22-е місце (354 очки)
- 2009—2010 — 33-е місце (265 очок)
- 2010—2011 — 82-е місце (30 очок)
- 2011—2012 — 73-е місце (34 очки)
- 2012—2013 — 30-е місце (313 очок)

## Статистика стрільби
| № п/п | Сезон     | Загальна        | Індивідуальна гонка | Спринт        | Гонка переслідування | Мас-старт     | Естафета      |
| ----- | --------- | --------------- | ------------------- | ------------- | -------------------- | ------------- | ------------- |
| 1     | 2005-2006 | 83,0% (195/235) | 91,7% (55/60)       | 77,5% (62/80) | 83,3% (50/60)        | 0,0% (0/0)    | 80,0% (28/35) |
| 2     | 2006-2007 | 83,0% (332/400) | 85,0% (68/80)       | 86,7% (78/90) | 88,3% (106/120)      | 66,7% (40/60) | 80,0% (40/50) |
| 3     | 2007-2008 | 81,0% (307/379) | 86,7% (52/60)       | 82,5% (66/80) | 82,1% (115/140)      | 73,3% (44/60) | 76,9% (30/39) |
| 4     | 2008-2009 | 82,2% (324/394) | 81,3% (65/80)       | 91,1% (82/90) | 78,0% (78/100)       | 81,7% (49/60) | 78,1% (50/64) |
| 5     | 2009-2010 | 79,4% (243/306) | 87,5% (35/40)       | 80,0% (64/80) | 79,0% (79/100)       | 75,0% (45/60) | 76,9% (20/26) |
| 6     | 2010-2011 | 76,8% (139/181) | 82,5% (33/40)       | 71,4% (50/70) | 76,7% (46/60)        | 0,0% (0/0)    | 90,9% (10/11) |
| 7     | 2011-2012 | 77,3% (143/185) | 85,0% (34/40)       | 74,3% (52/70) | 78,3% (47/60)        | 0,0% (0/0)    | 66,7% (10/15) |
| 8     | 2012-2013 | 81,6% (293/359) | 83,3% (50/60)       | 73,3% (66/90) | 86,0% (86/100)       | 85,0% (51/60) | 81,6% (40/49) |